# White Plains (Alabama)
White Plains est un census-designated place situé dans l’État américain de l'Alabama, dans le comté de Calhoun.

## Démographie
| 1880 | 1890 | 2000 | 2010 | - | - |
| ---- | ---- | ---- | ---- | - | - |
| 140  | 202  | 850  | 811  | - | - |